# خیزش مرگ ۴
خیزش مرگ ۴ (به انگلیسی: Dead Rising 4) یک بازی ویدئویی جهان باز در سبک اکشن-ماجراجویی است که توسط کپکام ونکوور توسعه یافته و به‌وسیلهٔ استودیو مایکروسافت در تاریخ ۶ دسامبر ۲۰۱۶ برای مایکروسافت ویندوز و ایکس‌باکس وان منتشر شده است. این چهارمین نسخه در مجموعه بازی‌های خیزش مرگ، و دنبالهٔ خیزش مرگ ۳ در سال ۲۰۱۴ محسوب می‌شود. بازی برای اولین بار در تاریخ ۱۳ ژوئن ۲۰۱۶، و در طی کنفرانس مایکروسافت در نمایشگاه رسانه و تجارت ای۳ ۲۰۱۶ رونمایی شد. نسخه کنسول پلی‌استیشن ۴ این بازی با عنوان خیزش مرگ ۴: بسته بزرگ فرانک (به انگلیسی: Dead Rising 4: Frank's Big Package) در تاریخ ۵ دسامبر ۲۰۱۷ عرضه شد.